# Oktjabrskaja Rewoljuzija

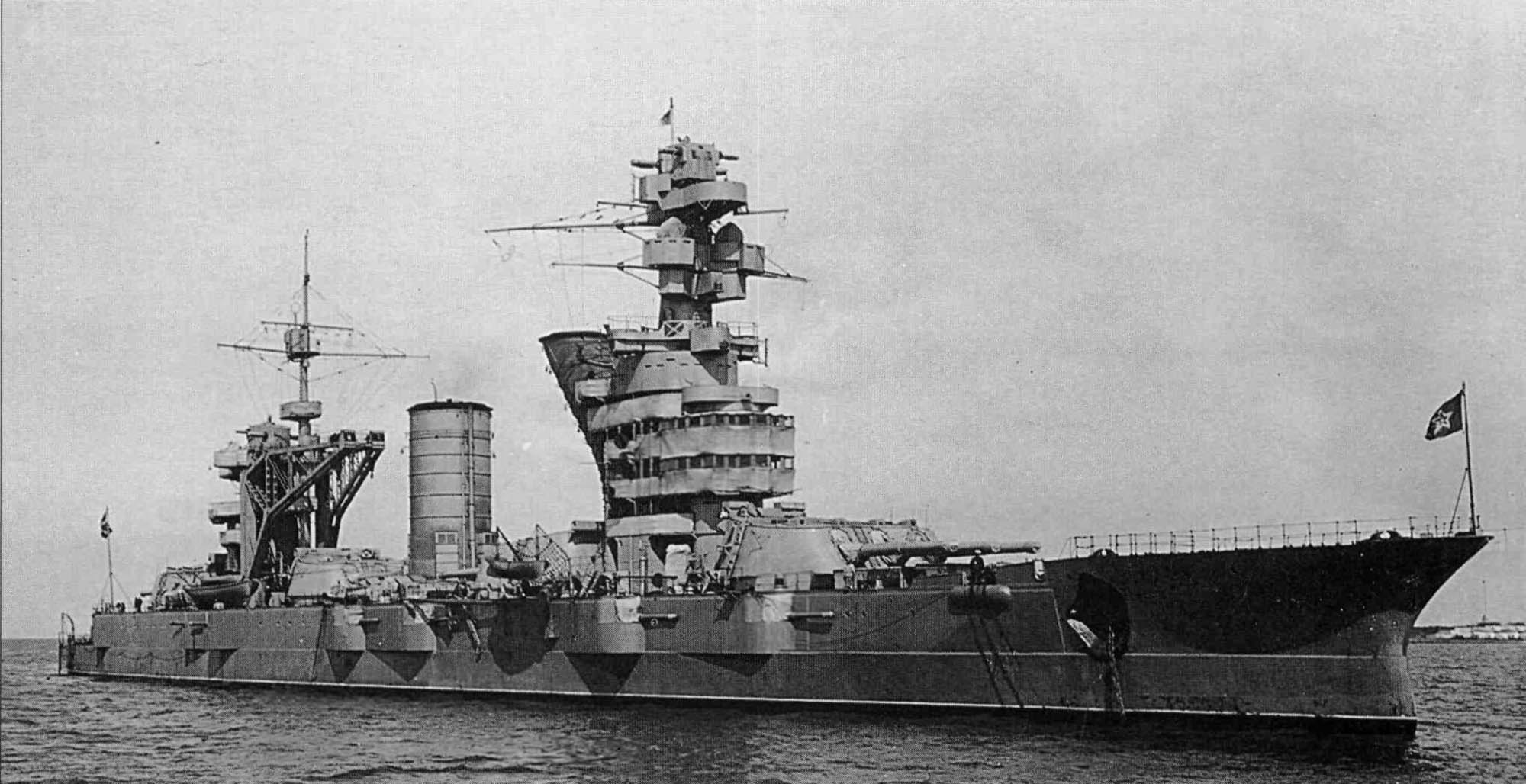
Oktjabrskaja Revoljuzija (ex. Gangut) nach erfolgtem Totalumbau in der Zwischenkriegszeit

Die Oktjabrskaja Rewoljuzija („Oktoberrevolution“) war das Typschiff einer Klasse von vier Linienschiffen der Kaiserlich Russischen Marine. Sie war ursprünglich Gangut nach der Seeschlacht bei Hanko (russisch: Gangut) im Jahre 1714 benannt.
Schwesterschiffe waren die Petropawlowsk, die Sewastopol und die Poltawa. Die vier waren die ersten russischen Dreadnoughts. Da russische Werften wenig Erfahrung mit dem Bau moderner Großkampfschiffe hatten, die Duma aber Gelder nur zum Bau auf russischen Werften bewilligte, wurden italienische, deutsche (Blohm & Voss) und schottische Entwürfe angefordert, was letztendlich zu einem recht eigenwilligen Design, an die italienische Dante Alighieri angelehnt, führte. Die Schiffe hatten einen Eisbrecherbug, und zwei der vier Türme waren mittschiffs vor und hinter dem zweiten Schornstein angeordnet. Der Bau der Schiffe dauerte sehr lange, da Russland Schwierigkeiten hatte, den benötigten Stahl in ausreichender Menge herzustellen.
Die Gangut wurde am 3. Juni 1909 in Sankt Petersburg auf Kiel gelegt, am 24. September 1911 vom Stapel gelassen und im Dezember 1914 fertiggestellt. Während des Ersten Weltkrieges diente die Gangut in der Baltischen Flotte, aus ihrem Heimathafen Helsingfors (Helsinki), ohne je an größeren Operationen beteiligt zu sein. Das Schiff nahm 1918 am sogenannten Eismarsch der Baltischen Flotte teil.
Nach dem Kriegsende in die sowjetische Marine übernommen, wurde sie am 27. Juni 1925 in Oktjabrskaja Rewoljuzija umbenannt und von 1931 bis 1934 modernisiert. Nach dem deutschen Angriff auf die Sowjetunion 1941 wurde das Schiff von Tallinn zunächst nach Kronstadt verlegt, wo es am 21. September 1941 bei Fliegerangriffen erheblich beschädigt wurde. Die Instandsetzung fand auf der Ordschonikidse-Werft in Leningrad bis zum 23. Oktober 1941 statt. Anschließend wurde die schwere Artillerie des Schiffes zur Verteidigung der belagerten Stadt eingesetzt.
Am 4. und 5. April 1942 griffen Teile des Kampfgeschwaders 1 und 4, der Sturzkampfgeschwader 1 und 2 und des Jagdgeschwaders 54 die Oktjabrskaja Rewoljuzija im Leningrader Hafen an. Dabei wurde sie durch vier Bombentreffer beschädigt.
Am 22. Juli 1944 wurde das Schiff mit dem Rotbannerorden geehrt und hieß seitdem Rotbanner-Schlachtschiff Oktoberrevolution.
Von 1954 bis 1956 diente die Oktjabrskaja Rewoljuzija noch als Schulschiff, ehe sie außer Dienst gestellt und schließlich 1959 abgewrackt wurde. Anker und Fla-Geschütze stehen seitdem als Denkmäler im Stadtpark von Kronstadt.
Ein Rohr vom Typ 30,5 cm L/52 M 1907 wurde ab 1954 beim Wiederaufbau der Küstenbatterie Maxim Gorki I verwendet.